# Metal Gear Solid V: Ground Zeroes
Metal Gear Solid V: Ground Zeroes (メタルギアソリッドV グラウンド・ゼロズ?, Metaru Gia Soriddo V: Guraundo Zerozu) è un videogioco action-adventure del 2014, sviluppato da Kojima Productions e pubblicato da Konami per PlayStation 3, PlayStation 4, Xbox 360, Xbox One e Microsoft Windows.
Ground Zeroes si svolge dopo gli avvenimenti di Metal Gear Solid: Peace Walker e funge da prologo a Metal Gear Solid V: The Phantom Pain (2015). Il gioco è ambientato in una base americana di Cuba, chiamata Camp Omega, in cui Big Boss deve infiltrarsi nel tentativo di salvare due ragazzi tenuti prigionieri: Paz Ortega Andrade e Ricardo Valenciano Libre.

## Trama

### Antefatto
Marzo 1975. Kazuhira Miller riceve una richiesta d'ispezione della Mother Base da parte dell'Agenzia internazionale per l'energia atomica (AIEA) in seguito all'acquisto di combustibile nucleare. Dal momento che sulla Mother Base c'è il Metal Gear ZEKE, dotato di una testata nucleare, Big Boss e Miller rifiutano la richiesta; tuttavia lo scienziato Huey Emmerich non è d'accordo e acconsente all'ispezione poiché, se l'AIEA confermerà che i Militaires Sans Frontières non hanno armi nucleari, essi potranno presentarsi al mondo come un semplice esercito privato. Messi di fronte a un fatto compiuto, Big Boss e Miller non possono far altro che cominciare i preparativi per l'ispezione: tutti gli armamenti devono essere portati a terra e il Metal Gear ZEKE nascosto sul fondale dell'oceano.
Qualche giorno dopo Miller riceve notizie di Paz Ortega Andrade, che dopo gli eventi di Metal Gear Solid: Peace Walker era data per morta: a quanto pare è stata salvata da un pescatore che l'ha trovata alla deriva nei Caraibi e adesso si trova a Camp Omega, un campo di prigionia a sud di Cuba sotto il controllo dei Marine e degli XOF, un gruppo paramilitare comandato da Skull Face. Poiché Paz è l'unico collegamento che Miller e Big Boss hanno con Cipher, Snake decide di andare a liberarla dopo l'ispezione dell'AIEA.
Ma le cose vanno diversamente: Chico invia una richiesta d'aiuto a Big Boss, dicendo di trovarsi prigioniero a Camp Omega, dove era andato per tentare di salvare Paz. Si tratta chiaramente di una trappola, ma Snake non ha scelta: Chico potrebbe parlare e rivelare l'esistenza dell'atomica. Così, senza aspettare l'arrivo dell'ispezione, Snake va a liberare Chico e Paz.

### Ground Zeroes
Snake è arrivato a Camp Omega arrampicandosi su una scogliera e inizia la propria missione, dirigendosi verso la vecchia prigione dove sono tenuti rinchiusi Chico e Paz. Qui trova alcuni prigionieri e Chico, ma non Paz, che deve quindi trovarsi da un'altra parte. Portato Chico in salvo a bordo dell'elicottero degli MSF, Snake ascolta l'audiocassetta che il ragazzo gli ha consegnato poco prima, sulla quale sono registrati tutti i suoni avvenuti durante il trasferimento di Paz. Grazie ad essi, Snake riesce a ricostruire il percorso compiuto da Paz e a trovare il luogo in cui è stata spostata: si tratta dell'edificio principale della base. Qui trova Paz legata e ricoperta dei segni lasciati dalle torture che ha dovuto subire. Portata in salvo anche lei sull'elicottero, Snake sale a bordo e abbandona Camp Omega.
Durante il viaggio di ritorno verso la Mother Base, Chico nota una cicatrice sulla pancia di Paz e avverte Snake, il quale capisce subito che all'interno della ragazza c'è una bomba. Poiché non c'è tempo da perdere, il medico presente a bordo non effettua l'anestesia su Paz, ma le apre la cicatrice e ne ispeziona il ventre con le mani nell'intento di tirare fuori la bomba, mentre Snake e Chico cercano di tenere ferma la ragazza che, come ovvio, si divincola e urla in preda a dolori lancinanti. Finalmente il medico riesce ad estrarre la bomba e la consegna a Snake, che a sua volta la getta fuori dall'elicottero, in mare. Poco dopo Huey chiama Snake, assicurandogli che tutto è pronto per l'ispezione dell'AIEA e che al suo ritorno essa sarà già terminata.
Ma quando Snake raggiunge la Mother Base, lo scenario che gli si presenta agli occhi è ben diverso da ciò che si aspetta: la base è in fiamme, molte piattaforme sono affondate, altre stanno esplodendo ed è in corso uno scontro a fuoco tra gli MSF e i soldati della XOF. Tra la confusione generale, Snake riesce ad avvistare Miller e scende per portarlo in salvo sull'elicottero, che decolla appena in tempo prima che la piattaforma affondi. Miller spiega che l'ispezione non era altro che una messinscena per permettere alla XOF di attaccarli. Intanto Paz si riprende e dice di avere una seconda bomba in corpo; nel tentativo di salvare Snake, Paz si butta giù dall'elicottero, ma la bomba esplode proprio in quel momento. L'esplosione ustiona Snake in faccia e fa perdere al pilota il controllo dell'elicottero, il quale va a schiantarsi contro un elicottero della XOF.
Dopo i titoli di coda si assiste a un dialogo tra Paz e Skull Face avvenuto prima dell'arrivo di Snake a Camp Omega: per motivi sconosciuti, Skull Face vuole uccidere Cipher e Paz gli rivela dove si nasconde, sperando che questo possa salvare Snake.

### Side Ops
Completando la missione principale, Ground Zeroes, si sbloccano sei missioni secondarie (chiamate anche Side Ops) ambientate tutte a Camp Omega, ma che non hanno alcun collegamento con la storia principale:
- Elimina la minaccia dei giustizieri - In questa missione si devono eliminare due ufficiali dei Marines, noti nel Laos come Glaz (un osservatore) e Palitz (un cecchino), rispettivamente "l'occhio" per individuare il bersaglio e il "dito" per premere il grilletto.
- Salvataggio agente segreto - È una missione decisamente action, in cui bisogna aiutare un agente della squadra di spionaggio della Mother Base a fuggire da Camp Omega, dove stava lavorando sotto copertura. Poiché non c'è tempo per un approccio silenzioso, Snake assalta la base a bordo dell'elicottero, coprendo le spalle all'agente mentre esso raggiunge il punto d'estrazione. Terminata la missione, nel filmato finale si scopre che l'agente è nientemeno che Hideo Kojima in persona (nella finzione del gioco ciò è plausibile, infatti in Peace Walker Kojima può essere reclutato negli MSF e assegnato alla squadra di spionaggio).
- Acquisizione informazioni riservate - In questa missione si deve contattare un agente infiltrato a Camp Omega per farsi consegnare una cassetta audio contenente delle importanti informazioni. L'agente dice a Snake dove trovare la cassetta, ma si tratta di una trappola: essa è infatti sorvegliata da una telecamera nascosta, e una volta recuperata, si scopre che non contiene le informazioni cercate, le quali devono quindi trovarsi in un'altra cassetta.
- Distruzione postazioni antiaeree - Truppe americane a bordo di elicotteri sono dirette verso Camp Omega per assalirla e prenderne il controllo, ma è necessario distruggere le postazioni antiaeree per consentire agli elicotteri di atterrare. Portati a termine gli obiettivi, Miller informa Snake che due velivoli d'attacco non identificati si stanno dirigendo verso la base. Lasciato il posto a bordo dell'elicottero, Snake assiste al bombardamento della base da parte dei due velivoli. Nessuno sa chi sia stato né perché.
- Déjà vu - Inizialmente esclusiva per PlayStation 3 e PlayStation 4, è stata poi resa disponibile anche per Xbox 360 e Xbox One attraverso un aggiornamento a partire dal 1º maggio 2014[9]. La missione si sblocca raccogliendo tutte le toppe XOF sparse nell'area di gioco della missione principale, e consiste nel ricreare scene che ritraggono alcune ambientazioni di Shadow Moses del primo Metal Gear Solid. Per ogni scena ricreata parte un filmato che mostra la stessa scena con immagini tratte da Metal Gear Solid. Se vengono ricreate tutte le scene, al termine della missione il giocatore viene sottoposto a un quiz in cui deve rispondere ad alcune domande riguardanti Metal Gear Solid.
- Jamais vu - Inizialmente esclusiva per Xbox 360 e Xbox One, è stata poi resa disponibile anche per PlayStation 3 e 4 attraverso un aggiornamento a partire dal 1º maggio 2014[9]. Secondo un informatore del luogo, Camp Omega è finita sotto il controllo di esseri sconosciuti, chiamati Snatchers, capaci di rubare l'identità delle persone (evidente riferimento al videogioco del 1988 ideato dallo stesso Kojima). La missione consiste nell'eliminare tutti gli Snatcher e nel neutralizzare i sopravvissuti, e vede come protagonista Raiden, il quale, non avendo un corpo che possa essere catturato, è l'unico che possa affrontarla.

Nelle ultime due missioni si possono trovare, nascosti in vari punti di Camp Omega, i loghi dei precedenti capitoli della saga, i quali possono essere cancellati illuminandoli con una speciale luce montata su un'arma; dopo averli cancellati tutti, una voce dice: « Hai cancellato tutti i segnali... ma li porterai sempre con te ».  Questo fatto è stato interpretato a posteriori come una premonizione di Hideo Kojima, il quale avrebbe voluto avvertire i giocatori di ciò che sarebbe successo in seguito, quando Konami decise di cancellare dalla copertina di The Phantom Pain il logo di Kojima Productions e la scritta "A Hideo Kojima game", tuttavia il game designer non si è espresso in merito alla questione.

## Personaggi principali

### Big Boss
Il personaggio principale del gioco; in Ground Zeroes Big Boss si presenta come in Peace Walker, cioè come un grande leader, esperto e ragionevole sul da farsi, di poche parole e che sceglie sempre la via migliore per tutti, oltre a mostrare un carattere premuroso, quasi paterno, nei confronti di Chico e Paz. Dopo l'attacco alla Mother Base, Big Boss viene creduto morto e dimenticato da tutti.

### Kazuhira "Kaz" Miller
Braccio destro di Big Boss e suo grande amico fin dal loro primo incontro, avvenuto sul campo di battaglia. È lui che gestisce gli aspetti economici e logistici della Mother Base, oltre ad assistere Snake durante le missioni fornendogli consigli via codec. Tenta con tutte le sue forze di respingere l'assalto alla Mother base, e rimane profondamente ferito, sia nel corpo che nell'animo, vedendola affondare per sempre. Infatti Miller teneva molto ad essa, poiché stava rendendo possibile il suo sogno, ossia la creazione di uno degli eserciti mercenari più forti e richiesti al mondo. Anche Miller viene ferito dall'esplosione della bomba sull'elicottero.

### Huey Emmerich
Scienziato a capo della squadra di ricerca e sviluppo presso la Mother Base, Huey, padre di Otacon, ha contribuito alla costruzione del Metal Gear ZEKE insieme a Strangelove. È lui che accetta di ricevere l'ispezione dell'AIEA e che riesce a trovare il modo di nascondere lo ZEKE sul fondo dell'oceano.

### Skull Face
Di Skull Face sappiamo ciò che egli racconta di sé durante l'interrogatorio di un prigioniero di guerra: quando era bambino, degli aerei bombardarono la fabbrica del suo villaggio, nella quale venivano prodotte armi in segreto. L'edificio bruciò, e con esso tutte le persone al suo interno. Solo Skull Face riuscì a sopravvivere, ma le ustioni che riportò lo privarono per sempre della pelle. In seguito fu catturato e torturato da un esercito straniero che invase il suo Paese. In Ground Zeroes Skull Face è a capo della XOF, un gruppo paramilitare di cui non si sa altro, e rivela tutta la sua crudeltà durante la tortura di Paz e Chico. Skull Face ha intenzione di uccidere Cipher, anche se il motivo non è noto, e riesce a farsi dire da Paz dove si nasconde.

### Paz
Agente e spia al servizio di Cipher, dopo gli eventi di Peace Walker Paz era data per morta. In Ground Zeroes si scopre invece che è ancora viva e che si trova a Camp Omega, dove Skull Face la sottopone a torture e violenze per farle raccontare tutto quello che sa su Snake e Cipher. Ascoltando le cassette audio, si scopre che Paz si era affezionata a Snake, pur mantenendo un legame anche con Cipher, e quando Skull Face (mentendo) le offre la possibilità di salvare uno dei due, Paz sceglie di tradire Cipher, rivelando la sua posizione. È per questo che Paz, nel finale di Ground Zeroes, tenta di salvare Snake gettandosi dall'elicottero.

### Chico
Chico, giovane recluta degli MSF, durante gli eventi di Peace Walker si era innamorato di Paz, e per questo, appena viene a sapere che è tenuta prigioniera, parte da solo per andare a salvarla, ma viene catturato anche lui e sottoposto a torture. Skull Face lo costringe a registrare una richiesta d'aiuto da inviare a Snake per farlo cadere in trappola. Snake parte quindi per andare a liberarlo, temendo che Chico riveli tutto quel che sa sugli MSF.

## Modalità di gioco
Le novità principali di questo capitolo sono la possibilità di marcare i nemici, in modo da vederli anche quando si trovano dietro un ostacolo, e la modalità Riflesso, che si attiva quando un nemico scopre Snake: il tempo rallenta per pochi secondi, durante i quali il giocatore ha la possibilità di neutralizzare la guardia (o la telecamera di sicurezza) che lo ha individuato per impedirle di dare l'allarme. Queste due caratteristiche sono disattivabili in ogni momento. Per la prima volta nella serie è possibile guidare veicoli (jeep, camion e veicoli corazzati) per spostarsi da una parte all'altra della mappa; si può anche chiamare un elicottero tramite l'iDroid (un anacronistico computer palmare) o lanciando un bengala. Una volta arrivato sul posto, l'elicottero fornisce fuoco di supporto a Snake se nelle vicinanze sono presenti dei nemici (i quali potrebbero riuscire ad abbatterlo), e su di esso si possono caricare soldati e prigionieri da trasferire alla Mother Base, la quale tuttavia non è gestibile né esplorabile.
Altre novità sono la salute auto-rigenerante e nuove mosse a disposizione: Snake può eseguire uno sprint, arrampicarsi su oggetti di varia altezza, scassinare serrature e trasportare una persona sulle spalle, il che gli consente di avere una mano libera per sparare con un'arma. È stato rivisto il sistema di mira: mirare da sdraiati è più agevole rispetto a Metal Gear Solid 4: Guns of the Patriots; inoltre, quando si spara, i proiettili seguono una traiettoria parabolica e non rettilinea, ed è quindi necessario tenere conto della distanza del bersaglio, mirando più in alto se esso è fuori dalla portata dell'arma. Rivisto anche il CQC con nuove animazioni, fra cui spicca la possibilità di rubare l'arma al nemico e usarla contro di lui, oltre alla possibilità, già presente nei titoli precedenti, di stordire, uccidere, utilizzare come scudo e interrogare i nemici. Anche se è disponibile una sola tuta, la mimetizzazione continua a svolgere un ruolo importante, ma è stato rimosso l'indice di mimetizzazione (una percentuale che mostra quanto Snake è nascosto: più è alta, più è difficile che i nemici riescano a vederlo), e il giocatore deve capire da solo se Snake è ben mimetizzato o meno. Sono invece assenti elementi iconici della serie, come le scatole di cartone, le riviste e la possibilità di bussare sulle pareti per attirare il nemico (seppur tutte presenti in The Phantom Pain).
Infine è presente il supporto per il secondo schermo (tablet o smartphone) tramite la Companion App, con cui è possibile vedere in tempo reale la mappa di gioco e la posizione dei nemici marcati, oltre ad ascoltare musica, visionare i record e altro ancora.

## Colonna sonora
L'album contenente la colonna sonora ufficiale di Ground Zeroes e di The Phantom Pain, intitolato Metal Gear Solid V Original Soundtrack, è stato pubblicato il 2 settembre 2015 su due CD dall'etichetta discografica della Konami.

## Sviluppo
Il gioco è stato annunciato il 30 agosto 2012 in occasione del 25º anniversario della serie Metal Gear, e il primo trailer fu mostrato due giorni dopo alla Penny Arcade Expo 2012. È il primo gioco ad usare il Fox Engine, motore grafico sviluppato dalla Kojima Productions, ed è il primo capitolo della serie Metal Gear ad avere una struttura open world. Inizialmente, Ground Zeroes e The Phantom Pain sarebbero dovuti uscire insieme, ma poiché il secondo non era ancora pronto per il debutto, Konami decise di pubblicare i due videogiochi separatamente. In particolare, Ground Zeroes funge da prologo a The Phantom Pain, ed è considerato dallo stesso Kojima un tutorial per abituare i giocatori alla nuova struttura open world. Per questo motivo, nel gioco non è presente il ciclo giorno/notte né il recupero Fulton (già visto in Peace Walker), e la Mother Base non è esplorabile né gestibile, ma tutto ciò si ritrova in The Phantom Pain.
Al gioco doveva essere applicato un filtro che riproducesse le pellicole cinematografiche degli anni '80 (The Phantom Pain è infatti ambientato nel 1984), ma poi l'idea fu scartata perché influiva negativamente sulle prestazioni.
A differenza dei capitoli precedenti, Ground Zeroes è molto più "cupo" a causa dei temi trattati e delle scene in esso presenti, e lo stesso Kojima temeva che per questo il gioco non avrebbe venduto molto o addirittura non sarebbe stato pubblicato: « Ma come sviluppatore voglio correre il rischio. Il mio approccio al progetto è come uno sviluppatore, e la creatività ha la priorità sulle vendite ».  Anche Snake subisce un cambiamento: non è più ironico e parla molto meno. Kojima infatti ha voluto sfruttare tutte le potenzialità del Fox Engine affidando le emozioni di Snake non più alle sue parole, ma ai suoi gesti ed alle sue espressioni facciali. È per questo che lo storico doppiatore di Snake, David Hayter, è stato sostituito da Kiefer Sutherland: c'era bisogno di un vero attore, e non solo di un doppiatore.
Poco prima dell'uscita del gioco, Kojima ha scritto su Twitter che in Ground Zeroes non è presente il trofeo di platino poiché Sony permette di inserirlo solamente nei giochi venduti a prezzo pieno, ma questa spiegazione non ha convinto del tutto perché in precedenza ci sono stati altri videogiochi che, pur se venduti a prezzo ridotto, contenevano il trofeo di platino.

### Critiche sulla longevità
Delle critiche sono state mosse dai videogiocatori, i quali lamentano la durata troppo corta del titolo (sono sufficienti due ore per completare la missione principale). La giustificazione a tale problema è che Ground Zeroes è un prologo, un'anteprima delle potenzialità di The Phantom Pain. La longevità però può essere ampliata completando tutte le missioni secondarie (si stima infatti che la missione principale comprenda solamente l'8% rispetto alla durata complessiva del gioco). Rispondendo alle critiche, la Kojima Productions ha dichiarato che il titolo offre una rigiocabilità quasi illimitata: per completare il gioco al 100% è necessario ottenere il grado S in tutte le missioni (sia in modalità normale che difficile), e trovare tutte le audiocassette e le patch della XOF. Inoltre sono presenti varie prove da portare a termine in ciascuna missione, come per esempio il marcamento più rapido di tutti i nemici o il completamento più rapido senza usare armi, ed è possibile confrontare i propri record con quelli degli altri giocatori.